# Placówka Straży Granicznej w Krakowie-Balicach
Placówka Straży Granicznej w Krakowie-Balicach – graniczna jednostka organizacyjna Straży Granicznej realizująca zadania w ochronie granicy państwowej na terenie kraju, zewnętrznej granicy Unii Europejskiej oraz kontroli bezpieczeństwa w komunikacji lotniczej, na terenie Międzynarodowego Portu Lotniczego im. Jana Pawła II Kraków-Balice w Balicach.

## Formowanie i zmiany organizacyjne
Placówka Straży Granicznej w Krakowie-Balicach (PSG w Krakowie-Balicach), powstała 24 sierpnia 2005 w strukturach Karpackiego Oddziału Straży Granicznej, w Nowym Sączu, z przemianowania Granicznej Placówki Kontrolnej Straży Granicznej w Krakowie-Balicach (GPK SG w Krakowie-Balicach). Znacznie rozszerzono także uprawnienia komendantów, m.in. w zakresie działań podejmowanych wobec cudzoziemców przebywających na terytorium RP.
Od 30 marca 2008, kiedy to na granicach lotniczych wprowadzono do praktycznej realizacji zasady Schengen. Funkcjonariusze Straży Granicznej zaprzestali prowadzenia odprawy granicznej osób korzystających z komunikacji lotniczej w obrębie strefy Schengen. Funkcjonariusze w dalszym ciągu prowadzą kontrolę graniczną pasażerów lecących poza obszar Schengen oraz wykonują kontrolę bezpieczeństwa w komunikacji lotniczej, w lotniczym przejściu granicznym Kraków-Balice.
W związku ze zmianami organizacyjnymi w Straży Granicznej, 1 lipca 2013 PSG w Krakowie-Balicach weszła w struktury organizacyjne Śląsko-Małopolskiego Oddziału Straży Granicznej w Raciborzu i tak funkcjonowała do 31 sierpnia 2016, kiedy to 1 września 2016, weszła ponownie w podporządkowanie Karpackiego Oddziału Straży Granicznej.

## Zasięg terytorialny
Stan z 9 sierpnia 2017
Obszar działania Placówki Straży Granicznej w Krakowie-Balicach obejmuje:
- Przejście graniczne Kraków-Balice
- Poza strefą nadgraniczną powiaty: krakowski, Kraków.

Stan z 2 grudnia 2016
Obszar działania Placówki Straży Granicznej w Krakowie-Balicach obejmował:
- Przejście graniczne Kraków-Balice
- Poza strefą nadgraniczną obejmował powiaty: oświęcimski, wadowicki, krakowski, miechowski, proszowicki, olkuski, chrzanowski, wielicki, Kraków.
- W zakresie odprawy granicznej na lotniskach: Województwo małopolskie.

## Komendanci placówki
- ppłk SG Lesław Skalniak (2006–31.12.2012)[9]
- mjr SG/ppłk SG Katarzyna Jurkowska[10] (1.01.2013–31.10.2019)
- mjr SG/ppłk SG Winicjusz Tęczar (1.11.2019[11]–11.05.2025).
- ppłk SG Sylwester Adamczyk p.o. (12.05.2025–12.08.2025) (13.08.2025–obecnie)[1]